# Ludger Beerbaum
Pour les articles homonymes, voir Beerbaum.

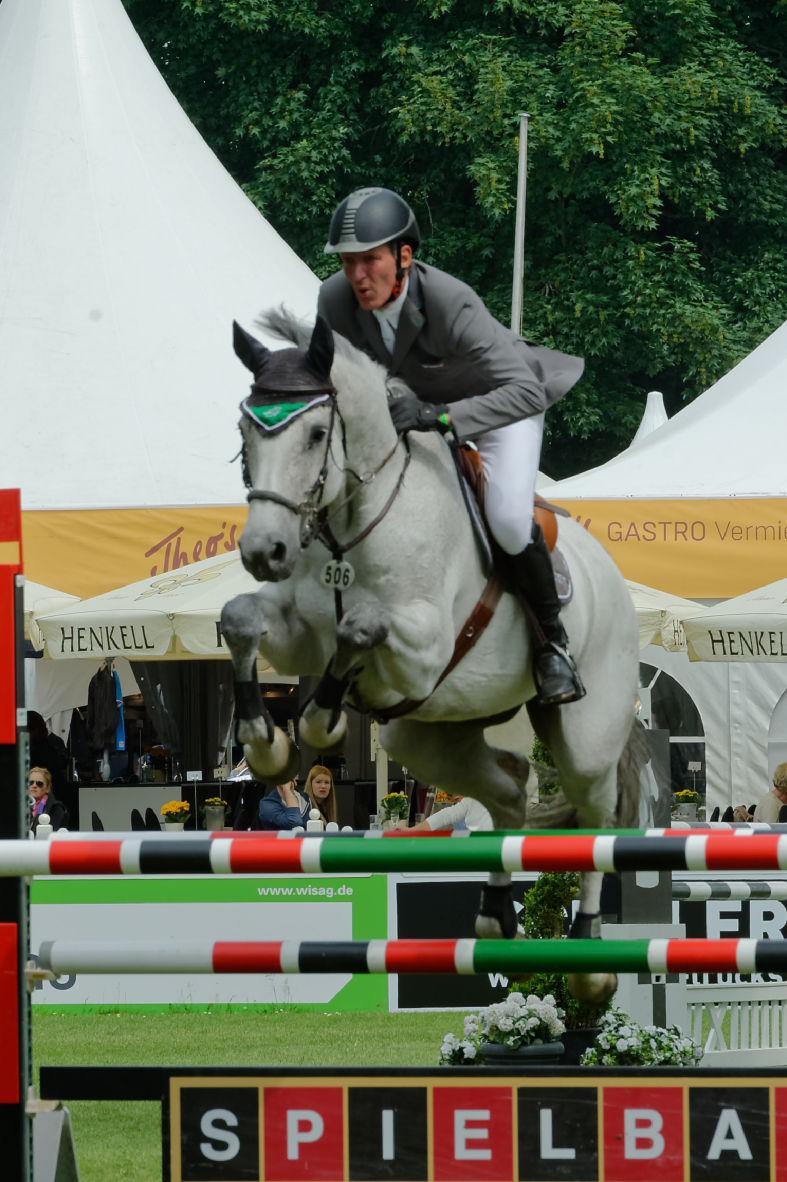
Ludger Beerbaum with A-Corrada beim CSIYH* at Wiesbaden 2015

Ludger Beerbaum, né le 26 août 1963 à Detmold, est un cavalier de saut d'obstacles allemand.
Quadruple champion olympique en individuel et par équipes, Il fut plusieurs fois n°1 mondial au cours de sa carrière, et il occupe la 8e place de la FEI Longines Ranking List en novembre 2013. Son important palmarès fait de Ludger l'un des meilleurs cavaliers allemands de l'histoire.
Son frère Markus Beerbaum et sa belle-sœur Meredith Michaels Beerbaum sont également cavaliers de saut d'obstacles.

## Biographie

### Jeunesse et formation
Ludger est né le 26 août 1963 à Detmold. A huit ans, ses parents lui achète un poney Highland et il débute l'équitation. À 15 ans, on lui confie son premier cheval, Wetteifernde. Avec cette jument, Ludger participe aux Championnats d'Allemagne Junior en 1981, et aux Championnats( et ouais) d’Allemagne Jeunes Cavaliers l'année suivante, où il obtient deux médailles d’argent. Il décide d'arrêter ses études de commerce à l'université de Göttingen pour se consacrer à sa carrière de cavalier et part s'entraîner avec Hermann Schridde. En 1984, il obtient la médaille de bronze par équipe et en individuel aux Championnats d'Europe Jeunes Cavaliers.

### 1985 - 1992: ascension au haut niveau et sacre olympique
En 1985, il rejoint les écuries de Paul Schockemöhle. Trois ans plus tard, alors âgé de 25 ans, il participe à son premier Championnat Senior lors des Jeux olympiques de Séoul. Son cheval Landford s'étant blessé, son coéquipier Dirk Hafemeister lui prête The Freak. Ces Jeux sont une réussite puisque l'équipe allemande est sacrée Championne olympique. Deux ans plus tard, il quitte les écuries de Paul Schockemöhle pour un différend privé et intègre celles d'Alexander Moksel à Munich. Un propriétaire voisin décide de lui une jument nommée Classic Touch, qu'il trouve trop jeune pour être montée par son fils. En 1992, ils remportent la médaille d'or aux Championnats d'Allemagne à Balve et sont sélectionnés pour les Jeux olympiques de Barcelone. La compétition commence mal puisque Ludger doit mettre le pied à terre lors de la première épreuve à la suite de la rupture du bridon de sa jument. Mais en effectuant le seul double sans-faute de la Finale individuelle, il remporte une deuxième médaille d'or olympique. Il honore son contrat en rendant Classis Touch à son propriétaire, et Alexander Moksel décide de lui acheter Ratina Z, qui avait permis à son cavalier hollandais Piet Raymakers de gagner l'or par équipe et l'argent en individuel lors de ces Jeux.

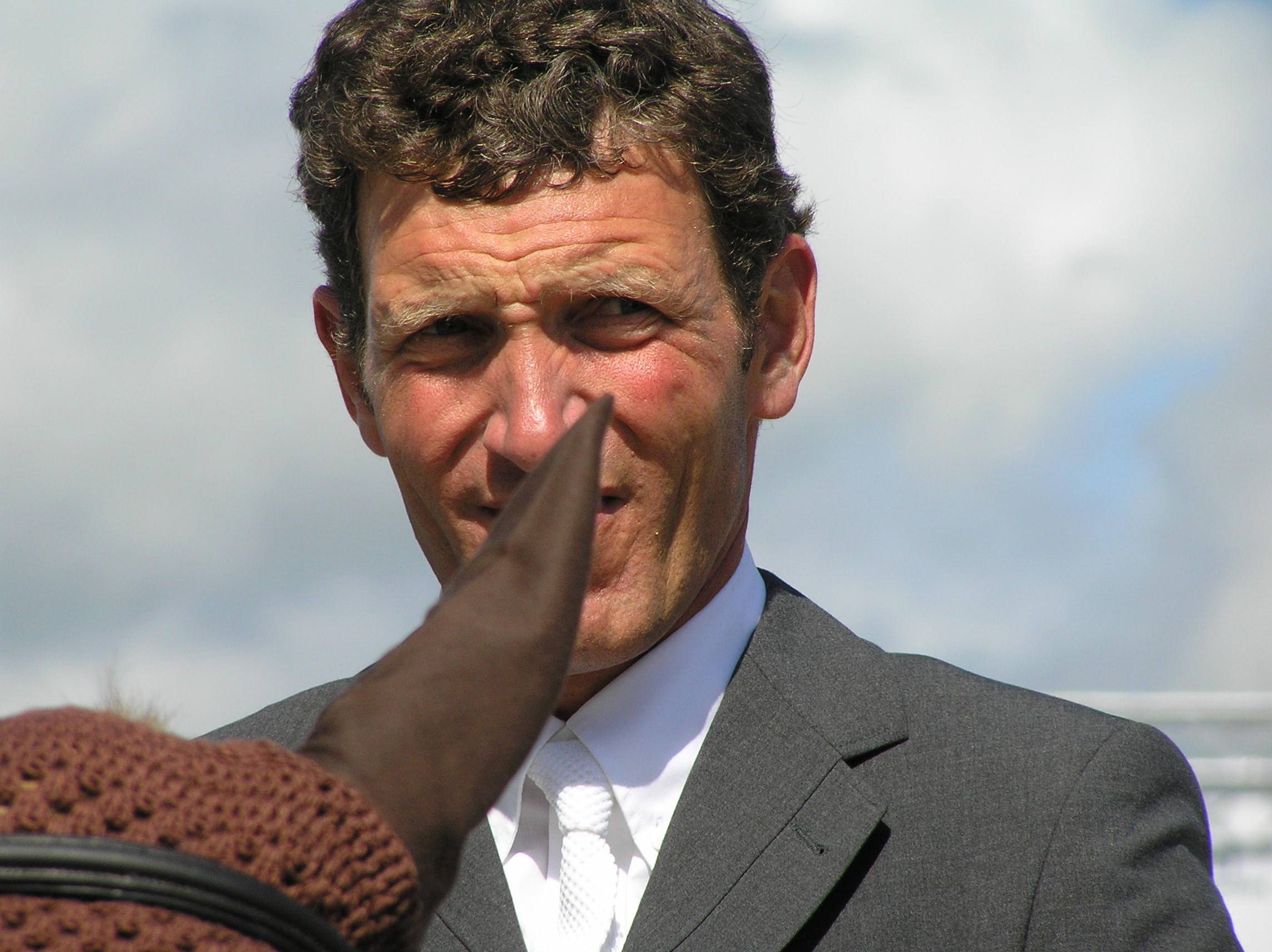
Ludger Beerbaum à Hachenburg, en 2005.

### 1993 - 2007: les années Ratina Z puis Gold Fever III
Les résultats s'enchaînent pour le couple : l'année suivante, Ludger et Ratina Z remportent la Finale Coupe du monde à Göteborg, puis l'or par équipe lors des Championnats du Monde de La Haye en 1994. A Atlanta, il participe à ses troisièmes Jeux olympiques consécutifs, et l'équipe allemande remporte une nouvelle médaille d'or. En 1997, il est double Champion d'Europe devant son public à Mannheim. Malheureusement, Ratina Z se blesse peu de temps après et ne peut pas participer aux Jeux olympiques de Sydney. Ludger est donc sélectionné avec un autre cheval, Gold Fever III, et l'équipe allemande est encore sacrée Championne olympique.
En 2004, il participe une nouvelle fois aux Jeux olympiques avec Gold Fever III. Alors que l'équipe allemande remporte la médaille d'or, son étalon est contrôlé positif à la bétaméthasone, un anti-inflammatoire. La FEI décide de disqualifier Gold Fever III, et les trois autres cavaliers allemands récupèrent la médaille de bronze. Même si Ludger affirme qu'il ignorait l'utilisation de cette crème sur son cheval, il ne fait pas appel de la décision. Malgré la polémique causée par ce cas de dopage, il continue de remporter des nombreux Grands Prix, et cumule plus de 2,3 millions d'euros de gains avec Gold Fever.

### 2008 - 2013: habitué du Top 10 mondial
En 2008, il participe à ses sixièmes Jeux olympiques consécutifs à Pékin avec All Inclusive. Il termine 7e en individuel, et l'équipe allemande est disqualifiée à la suite du test de dopage positif sur Cöster, le cheval de Christian Ahlmann.
Ludger continue de briller au plus haut niveau depuis plusieurs dizaines d'années, et s'illustre fréquemment sur les circuits Coupe du monde, Global Champions Tour ou Coupe des nations. Il a par ailleurs remporté 5 fois le titre de "Rider of the Year" (cavalier de l'année). En 2011, il remporte les Championnats d'Allemagne pour la 9e fois et l'équipe allemande est sacrée Championne d'Europe à Madrid. En 2012, alors qu'il avait gagné le Grand Prix de Rome en mai avec Gotha FRH, il décide de ne pas participer aux Jeux olympiques de Londres à la suite d'une baisse de forme de la jument, fille de Gold Fever III. Fin 2012, il confie Gotha FRH à Henrik von Eckermann, l'un des 3 cavaliers des Ecuries Beerbaum.
En avril 2013, Ludger et Chaman remportent le Grand Prix Hermès au Grand Palais. En juin, c'est avec sa jument Holsteiner Chiara 222 qu'il remporte la Coupe des nations de Rotterdam. Le couple se qualifie ainsi pour les Championnats d'Europe de Herning en août 2013. L'équipe allemande y obtient la médaille d'argent et Beerbaum termine 6e en individuel.

## Écuries Ludger Beerbaum
En 1996, Ludger décide de s'installer à son compte, dans sa propre structure à Riesenbeck. Marco Kutscher rejoint ses écuries en 2000, suivi de Philipp Weishaupt trois ans plus tard, et enfin du suédois Henrik von Eckermann, qui récupère Coupe de Cœur. Les Ecuries Ludger Beerbaum, qui abritent une centaine de chevaux, sont l'une des plus grandes écuries de concours du monde. Markus Beerbaum, le frère de Ludger, et sa belle-sœur Meredith Michaels-Beerbaum montent également sous les couleurs de la Team DZ Bank, formée de Ludger et de ses trois cavaliers.
Le 11 janvier 2022, la chaîne allemande RTL Television diffuse un reportage le mettant en cause dans des scènes de barrage et d'utilisation de barres d'obstacles hérissées de pointes, constituant de la maltraitance animale.

## Palmarès mondial
Ses principaux résultats en compétitions et championnats :
- 1981 : Vice-champion d'Allemagne Junior avec Wetteifernde
- 1984 : Médaille de bronze par équipe et en individuel aux Championnats d'Europe Jeunes Cavaliers avec Wetteifernde
- 1988 : 
  -  Médaille d'or par équipe aux Jeux olympiques de Séoul (Corée) avec The Freak
  -  Vainqueur des Championnats d'Allemagne avec Landlord
- 1990 :  Médaille d'argent par équipe aux Jeux équestres mondiaux de Stockholm (Suède) avec Gazelle
- 1992 : 
  -  Médaille d'or en individuel Jeux olympiques de Barcelone (Espagne) avec Classic Touch
  -  Vainqueur des Championnats d'Allemagne avec Classic Touch
- 1993 : 
  - Vainqueur de la Finale Coupe du monde à Göteborg (Suède) avec Ratina Z
  -  Vainqueur des Championnats d'Allemagne avec Rush On
- 1994 :  Médaille d'or par équipe aux Jeux équestres mondiaux de La Haye (Pays-Bas)  avec Ratina Z
- 1996 :  Médaille d'or par équipe aux Jeux olympiques d'Atlanta (États-Unis) avec Ratina Z
- 1997 : 
  -   Médaille d'or individuel et par équipe aux Championnats d'Europe de Mannheim (Allemagne) avec Ratina Z
  -  Vainqueur des Championnats d'Allemagne avec Rush On
- 1998 : 
  -  Médaille d'or par équipe aux Jeux équestres mondiaux de Rome (Italie) avec P.S. Priamos
  - 3e de la Finale Coupe du monde à Helsinki (Finlande) avec P.S. Priamos
  -  Vainqueur des Championnats d'Allemagne avec P.S. Priamos
- 1999 : 
  -  Médaille d'or par équipe aux Championnats d'Europe de Hickstead (Grande-Bretagne) avec Champion du Lys

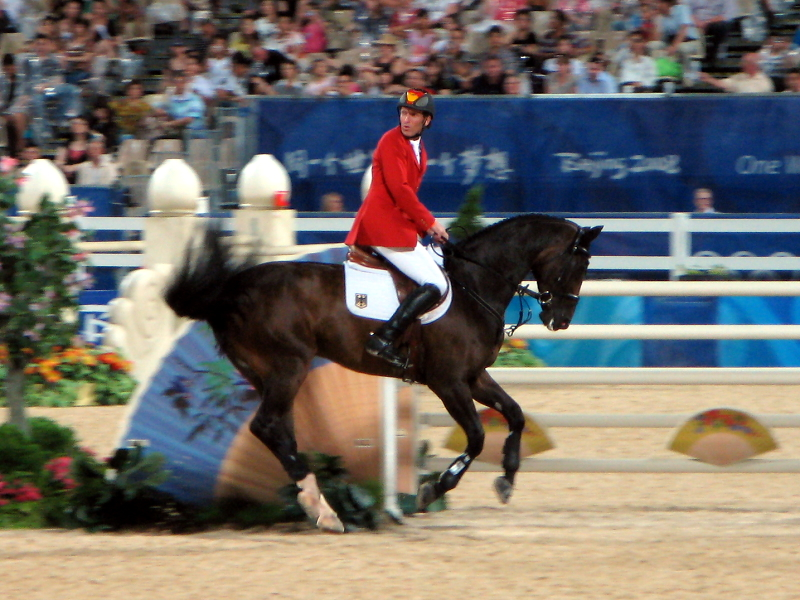
Ludger Beerbaum et All Inclusive aux JO de Pékin en 2008.

  - Vainqueur du Grand Prix Coupe du monde du CHI-5* de Genève (Suisse) avec Champion du Lys
  - Vainqueur du Grand Prix du CSI-5* de Munich (Allemagne) avec Gold Fever III
- 2000 : 
  -  Médaille d'or par équipe aux Jeux olympiques à Sydney (Australie) avec Golf Fever III
  - Vainqueur des Championnats d'Allemagne avec Golf Fever III
  - Vainqueur du Grand Prix du CSI-5* de Berlin avec Gold Fever III
- 2001 : 
  -   Médaille d'or en individuel et médaille de bronze par équipe aux Championnats d'Europe de Arnhem (Pays-Bas) avec Gladdys S
  -  Vainqueur des Championnats d'Allemagne avec Golf Fever III
  - Vainqueur du Championnat Audi de Brême avec Golf Fever
  - Vainqueur de la Finale Top Ten Rolex IJRC de Genève avec Golf Fever
  - Vainqueur de la Coupe des nations de Modène (Italie) avec Champion du Lys
- 2002 : 
  - 2e de la Finale de la coupe du monde à Leipzig (Allemagne) avec Gladdys S
  - Vainqueur du Grand Prix d'Aix-la-Chapelle avec Golf Fever III
  - Vainqueur du Grand Prix Coupe du monde du CSI-5* de Bois-le-Duc (Pays-Bas) avec Gold Fever III
- 2003 : 
  -   Médaille d'or par équipe et médaille d'argent en individuel aux Championnats d'Europe de Donaueschingen (Allemagne) avec Golf Fever III
  - Vainqueur du Derby de Hambourg avec Champion du Lys
  - Vainqueur du Grand Prix d'Aix-la-Chapelle avec Golf Fever III
- 2004 : 
  -  Vainqueur des Championnats d'Allemagne avec Gladdys S
  - Vainqueur de la Coupe des nations du CSIO-5* de La Baule avec Gold Fever III
  - Vainqueur du Grand Prix Coupe du monde du CSI-5* de s'Hertogenbosch (Pays-Bas) avec Gold Fever III
- 2005 :
  - 2e du Grand Prix du CSIW-5* de Vigo (Espagne) avec Gold Fever III
  - Vainqueur du Grand Prix de Brême avec Champion du Lys
- 2006 : 
  -  Médaille de bronze par équipe aux Jeux équestres mondiaux d'Aix-la-Chapelle avec L'Espoir Z
  - 2e du Grand Prix Coupe du monde de Leipzig avec Golf Fever III
- 2007 : 
  -   Médaille de bronze en individuel et par équipe aux Championnats d'Europe de Mannheim en (Allemagne) avec Golf Fever IIILudger Beerbaum et All Inclusive aux JO de Pékin en 2008.
  - 3e du Grand Prix Coupe du monde de Göteborg (Suède) avec Couleur Rubin
- 2008 :
  - Vainqueur du Grand Prix Coupe du monde de Leipzig avec All Inclusive
  - 7e en individuel aux Jeux olympiques d'Hong Kong (Chine) avec All Inclusive
- 2009 :
  - Vainqueur du Grand Prix Coupe du monde de Stuttgart (Allemagne) avec Gotha FRH
  - Vainqueur du Grand Prix de Dortmund (Allemagne) avec Coupe de Cœur
- 2010 :
  - 5e du Grand Prix Global Champions Tour de Chantilly avec Chaman
  - 2e du Grand Prix Coupe du monde d'Oslo (Norvège) avec Chaman
- 2011 : 
  -  Médaille d'or par équipe aux Championnats d'Europe de Madrid (Espagne) avec Gotha FRH
  - Vainqueur des Championnats d'Allemagne avec Coupe de Cœur
  - Vainqueur des Coupe de nations de Rotterdam et Falsterbo avec Gotha
  - Vainqueur du Grand Prix du CSI-5* de Wiesbaden (Allemagne) avec Chaman
  - 2e du Grand Prix Global Champions Tour de Valence avec Gotha
  - 2e au Classement Général du Global Champions Tour
- 2012 :
  - Vainqueur de la Coupe de nations de Rotterdam (Pays-Bas) avec Gotha
  - Vainqueur de la Coupe de nations de Rome (Italie) avec Gotha
  - Vainqueur du Grand Prix du CSIO-5* de Rome avec Gotha
  - 2e du Grand Prix du CSIO-5* d'Hickstead (Grande-Bretagne) avec Chiara
  - Vainqueur du Grand Prix Global Champions Tour de Valkenswaard (Pays-Bas) avec Chaman
- 2013 :
  - Vainqueur du Prix "LGT Private Banking" avec Chaman lors du CSIW-5* de Zurich
  - Vainqueur du Grand Prix Hermès avec Chaman, lors du Saut Hermès à Paris
  - 4e du Grand Prix du Global Champions Tour de Wiesbaden avec Chiara
  - 2e de la Coupe des nations de Rome avec Chaman
  - Vainqueur de la Coupe des nations de Rotterdam avec Chiara
  -  Médaille d'argent par équipe et 6e en individuel aux Championnats d'Europe de Herning (Danemark) avec Chiara

## Publication
DVD : La méthode Ludger Beerbaum, édition Tag Films Distribution.

## Annexe
- Christian Gerhard, « Ludger Beerbaum, légende olympique d'ombres et de lumière. », Grand Prix Magazine - Hors Série, no 6,‎ juillet 2012, p. 36